# YOHKO
YOHKO（ヨーコ、1993年2月7日 -）は、日本の女性シンガーソングライター。
奈良県出身。血液型はO型。

## 来歴
7歳から家族が結成したバンドでライブを行なっていたが、バンド解散を機にシンガーソングライターとしての道を歩む。その後2012年の春にCapriというバンドを結成し、2013年1月に『まおゆう魔王勇者』のオープニングテーマ「向かい風」でメジャーデビューを果たした。なおデビューのきっかけは高校時代にリリースした配信シングルがフライングドッグの目に止まったことによる。2013年5月よりバンド「プレタポルテ」のボーカル・ギターとして所属。
趣味はレゴと絵本集め、好きな歌手・バンドはシュープリームス、ジェームス・テイラー、ニール・セダカ、LOVEPSYCHEDELICO。

## ディスコグラフィ

### シングル
| 枚  | 発売日        | タイトル | 規格品番   | 最高位 |
| --- | ------------- | -------- | ---------- | ------ |
| 1st | 2013年1月30日 | 向かい風 | VTCL-35145 | 46位   |

### タイアップ
| 楽曲     | タイアップ                                         |
| -------- | -------------------------------------------------- |
| 向かい風 | テレビアニメ『まおゆう魔王勇者』オープニングテーマ |